# Max Moor (Fernsehmoderator)

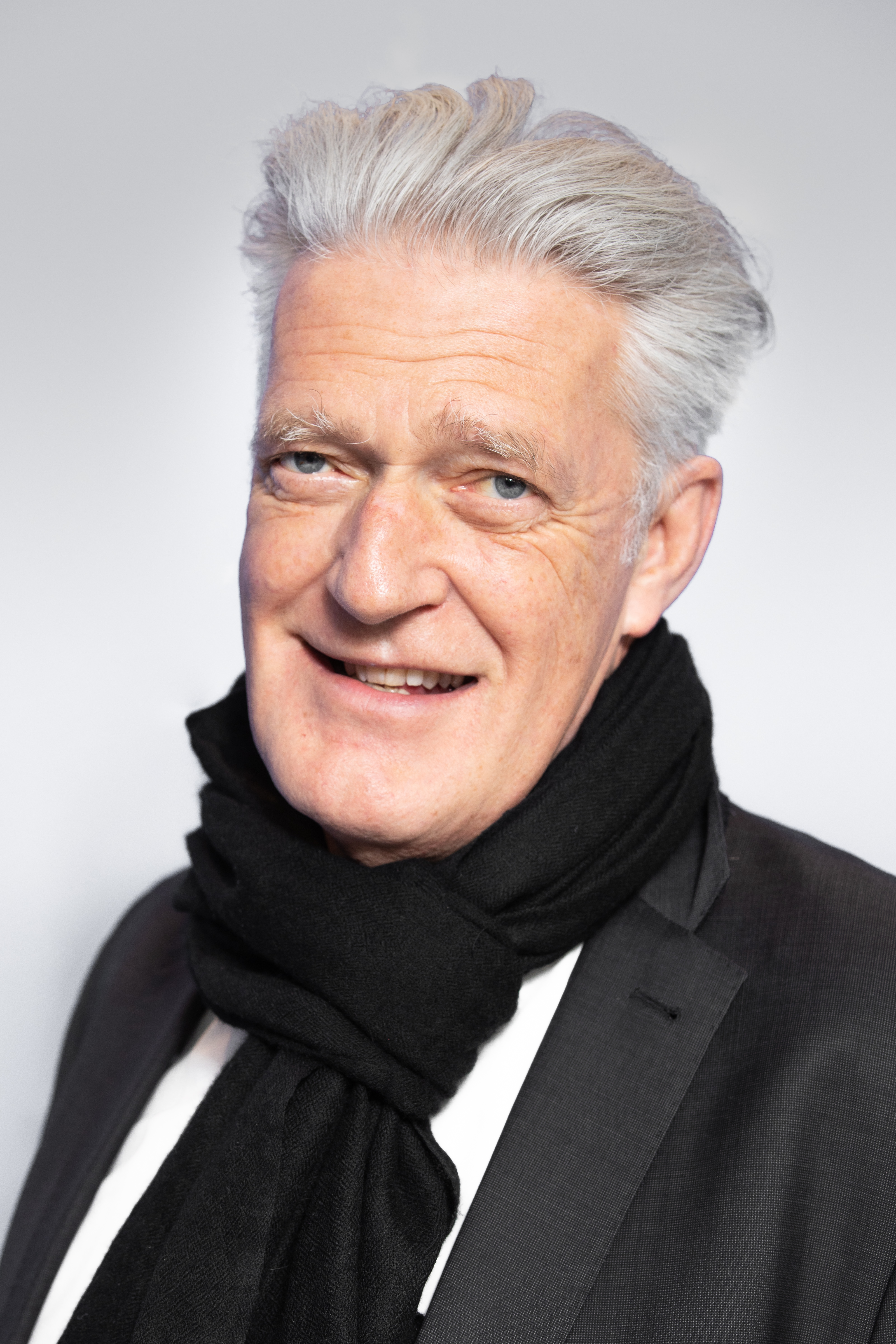
Max Moor (2020)

Max Moor (eigentlich: Dieter Moor; * 1. Mai 1958 in Zürich) ist ein Schweizer Fernsehmoderator. Er ist als Schauspieler, Autor, Reporter, Produzent und Sänger im gesamten deutschsprachigen Raum tätig. 

## Leben
Als Dieter Moor wuchs er als Sohn eines Versicherungsvertreters auf dem Land auf. Nach der Schule besuchte er die Zürcher Schauspiel-Akademie und arbeitete als Schauspieler in Film und Theater. Bis 2003 lebte er mit seiner zweiten Frau Sonja, einer Filmproduzentin, auf einem kleinen Bauernhof in Bäretswil im Zürcher Oberland. 2003 entschieden sie sich, die Landwirtschaft ernsthaft zu betreiben, und wechselten nach Hirschfelde (ein Stadtteil von Werneuchen) in die Nähe des nordöstlichen Stadtrandes von Berlin in Brandenburg. Sonja Moor gab ihre Beschäftigung als Produzentin auf und machte eine landwirtschaftliche Lehre. Bis zum Jahr 2017 bewirtschafteten sie dort einen landwirtschaftlichen Betrieb mit biologisch-dynamischem Landbau von 70 Hektar nach Demeter-Richtlinien und züchteten unter anderem Wasserbüffel und Galloway-Rinder. Gemeinsam engagieren sie sich in ihrem Projekt Modelldorf Hirschfelde für ein „ökologisches und soziales Miteinander“, gaben allerdings die Büffelhaltung auf. Sein Buch Flo und der Schnüffel-Büffel erinnert an seine Wasserbüffelerfahrungen in Brandenburg. Weil er seinen Vornamen noch nie mochte und die Entscheidung seiner Eltern korrigieren wollte, nennt sich Dieter Moor seit 2013 Max Moor. Seine Tochter aus erster Ehe ist die Schauspielerin Miriam Stein. 

## Werdegang

### Moderation
Moors berufliche Laufbahn begann beim ORF, wo er von 1985 bis 1991 das Kulturmagazin Kunst-Stücke moderierte. Ungefähr von 1988 bis 1992 war er für den ORF auch als Radiomoderator der Call-in-Sendung Talk Radio auf Ö3 im Einsatz.
Außerhalb Österreichs bekannt wurde Dieter Moor 1993 als Moderator des von der Kritik gelobten Medienmagazins Canale Grande bei dem damals noch jungen deutschen Spartensender VOX. Die Sendung wurde ein Erfolg und mit dem Telestar, dem Goldenen Gong und dem Silbernen Kabel ausgezeichnet sowie für den Grimme-Preis nominiert. Seine eingängige Anrede der Zuschauer als „Liebe Zielgruppe“ erreichte schnell Kultstatus. Nach der Einstellung bei VOX 1994 wurde das Konzept weiterhin mit Moor als Moderator für ein Jahr und 27 Folgen unter dem Titel Studio/Moor auf Premiere fortgesetzt, wo es zu den wenigen dort unverschlüsselten Programmen gehörte.
Für den SWR leitete Moor 1998 die satirische Sendung EX! Was die Nation erregte über berühmte Skandale der deutschen Geschichte. Für das Schweizer Fernsehen war er mit der täglichen Late-Night-Show Night Moor, bzw. später Moor, präsent. Die Sendungen waren neben der Harald Schmidt Show die einzige tägliche Late-Night-Show Europas. Nach einer öffentlichen Kontroverse zwischen Moor und seinem Vorgesetzten über Inhalte der Show wurde die Sendung 1999 jedoch eingestellt.
Im österreichischen Fernsehen moderierte er ab 2000 alternierend mit Heide Schmidt die ATV-Gesprächsrunde Headline Talk und leitete die überaus populäre, durch eine ORF-Generalreform jedoch wieder abgesetzte Talkshow SimplyMoor. 2004 produzierte er für die ARD zur Fußball-EM 2004 in Portugal die regelmäßige Fernsehglosse Das Wunder von Moor.
Von Juli 2006 bis September 2006 übernahm Moor beim Sender 3sat als Vertretung für Andrea Meier die Moderation des Kulturmagazins Kulturzeit. 2006 fungierte er als Radiomoderator des bis Juni 2008 nur über Web empfangbaren Radios LoungeFM. 2007 moderierte Moor Specials und Sondersendungen auf 3sat, etwa für Kulturzeit und im Begleitprogramm der Berlinale.
Seit 2007 präsentiert Moor als Moderator und „Reiseleiter“ jeweils im Dezember den 3sat Thementag In 24 Stunden um die Welt. An diesen Thementagen werden mehrere Folgen der Sendereihe Schätze der Welt in Etappen ausgestrahlt.
Vom 4. November 2007 bis zum 15. Dezember 2024 präsentierte er in über 800 Sendungen die ARD-Kultursendung ttt – titel, thesen, temperamente. Ende Juni 2008 moderierte er interimsweise den Ingeborg-Bachmann-Preis im ORF-Landesstudio Kärnten.
Beim österreichischen Fernsehsender ATV führte Moor 2008 durch die Sendung Das Leben geht weiter, in der er Patienten befragte, warum sie im Krankenhaus sind.
Von September 2010 bis Mai 2012 war er Moderator des rbb-Thementalks Im Palais. Die Sendung wurde zweimal monatlich samstags um 22:15 Uhr im rbb Fernsehen ausgestrahlt. Ebenfalls für den rbb war er von 2009 bis 2016 mit der Sendung Bauer sucht Kultur unterwegs.

### Schauspiel
Max Moor spielte als Dieter Moor bei der Eröffnung des Landestheaters Tübingen am 21. September 1979 den Räuber Karl Moor in Schillers Räubern.

### Autor
Seine Bücher Was wir nicht haben, brauchen Sie nicht – Geschichten aus der arschlochfreien Zone (2009) und Lieber einmal mehr als mehrmals weniger – Frisches aus der arschlochfreien Zone (2012) waren große Erfolge. Allein vom ersten Buch wurden rund 400.000 Exemplare verkauft. Der Erfolg der Bücher veranlasste Moor zu ausgedehnten Lesereisen durch Deutschland. Mit Flo und der Schnüffel-Büffel veröffentlichte er im Juni 2017 sein erstes Kinderbuch.

## Filmografie
- 1981: Der Hunger, der Koch und das Paradies (Fernsehspiel, SRG/ZDF)
- 1982: Der Maulwurf (Espion, lève-toi)
- 1985: Der schwarze Tanner
- 1985: Tatort: Des Glückes Rohstoff
- 1985–1989: Der Leihopa
- 1987: Mozart und Meisel (6-tlg. österreichische Serie, in Folge 1, 2 und 4)
- 1990–1992: Wenn das die Nachbarn wüßten
- 1998: Opernball – Die Opfer/Die Täter
- 1999: Zwei Frauen, ein Mann und ein Baby
- 1999: Das Mädchen aus der Fremde
- 2002: Das Leben geht weiter (Dokumentation)
- 2003: Bloch – Silbergraue Augen
- 2005: Alles außer Sex
- 2005–2006: Wolffs Revier
- 2006: Vier Minuten
- 2006: 100 Jahre – 100 Bilder (Dokuserie)
- 2006: Millionenschwer verliebt
- 2009: 2012
- 2009: Männerherzen
- 2010: Pastewka (Folge: Der Aufzug)
- 2012: Götter wie wir
- 2014: Josephine Klick – Allein unter Cops
- 2017: Maleika (Erzähler)
- 2019: Landkrimi – Das letzte Problem
- 2020: Die Habsburger – Kampf um die Macht  (Dokumentation) (Rudolf I.)

## Hörbücher (Auszug)
- 2006: Kleider machen Leute von Gottfried Keller, ungekürzt 2 CDs, 102 Minuten, Argon, ISBN 3-87024-084-9
- 2006: Der Kommissar und das Schweigen von Håkan Nesser, Random House Audio, ungekürzt 6 CDs 444 Min., ISBN 978-3-8289-8760-9
- 2007: Barins Dreieck, Random House, ungekürzt, 10 CDs 763 Min., gelesen von Dieter Moor, als Hörbuch-Download

## Veröffentlichungen
- 2009: Was wir nicht haben, brauchen Sie nicht – Geschichten aus der arschlochfreien Zone. Rowohlt Taschenbuch Verlag, Reinbek bei Hamburg, ISBN 978-3-499-62475-9.
- 2010, mit Sabine Schneider: Ganz & einfach – tempofrei kochen. Kindler Verlag, Berlin, ISBN 978-3-463-40598-8.
- 2012: Lieber einmal mehr als mehrmals weniger. Frisches aus der arschlochfreien Zone. Rowohlt Taschenbuch Verlag, Reinbek bei Hamburg, ISBN 978-3-499-62762-0.
- 2015: (als Max Moor) Als Max noch Dietr war – Geschichten aus der neutralen Zone. Rowohlt Taschenbuch Verlag, Reinbek bei Hamburg, ISBN 978-3-499-62921-1.
- 2017: (als Max Moor) Flo und der Schnüffel-Büffel. Rowohlt Taschenbuch Verlag, Reinbek bei Hamburg, ISBN 978-3-499-21773-9.